# Округ Френклин (Пенсилванија)
Округ Френклин (енгл. Franklin County) је округ у америчкој савезној држави Пенсилванија.

## Демографија
По попису из 2010. године број становника је 149.618, што је 20.305 (15,7%) становника више него 2000. године.
| Група             | 2000.           | 2010.           |
| Белци             | 122.192 (94,5%) | 135.004 (90,2%) |
| Афроамериканци    | 3.016 (2,3%)    | 4.700 (3,1%)    |
| Азијати           | 717 (0,6%)      | 1.310 (0,9%)    |
| Хиспаноамериканци | 2.268 (1,8%)    | 6.438 (4,3%)    |
| Укупно            | 129.313         | 149.618         |